# Pinacopodium gabonense
Pinacopodium gabonense là một loài thực vật có hoa trong họ Erythroxylaceae. Loài này được Normand & Cavaco miêu tả khoa học đầu tiên..